# Sitticus tenebricus
Sitticus tenebricus är en spindelart som beskrevs av Galiano, Baert 1990. Sitticus tenebricus ingår i släktet Sitticus och familjen hoppspindlar. Inga underarter finns listade i Catalogue of Life.